# Astrodome
O Astrodome (ou Reliant Astrodome) é um estádio fechado (o primeiro desse tipo) localizado na cidade de Houston, no estado do Texas, é um dos mais famosos e importantes dos Estados Unidos. Foi inaugurado em 12 de Abril de 1965 sendo um marco na história por ser o primeiro estádio totalmente fechado, o primeiro estádio com placar eletrônico e o primeiro estádio com grama arficial. Foi sede, por mais de 30 anos, das equipes de futebol americano Houston Oilers da NFL entre 1968 e 1996 e do time de beisebol Houston Astros da MLB entre 1965 e 1999.

## História

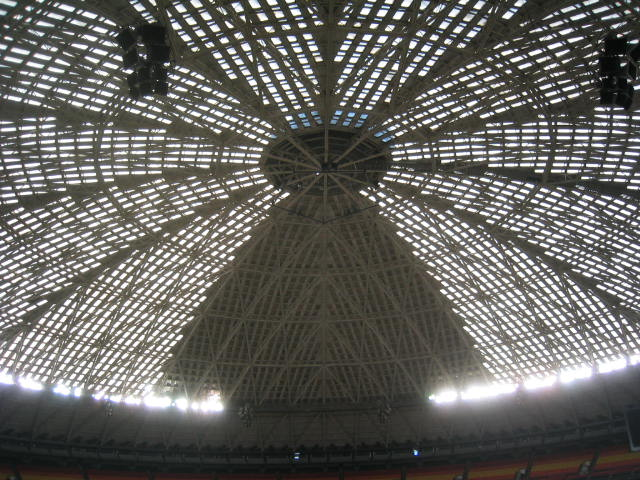
Teto do Astrodome.

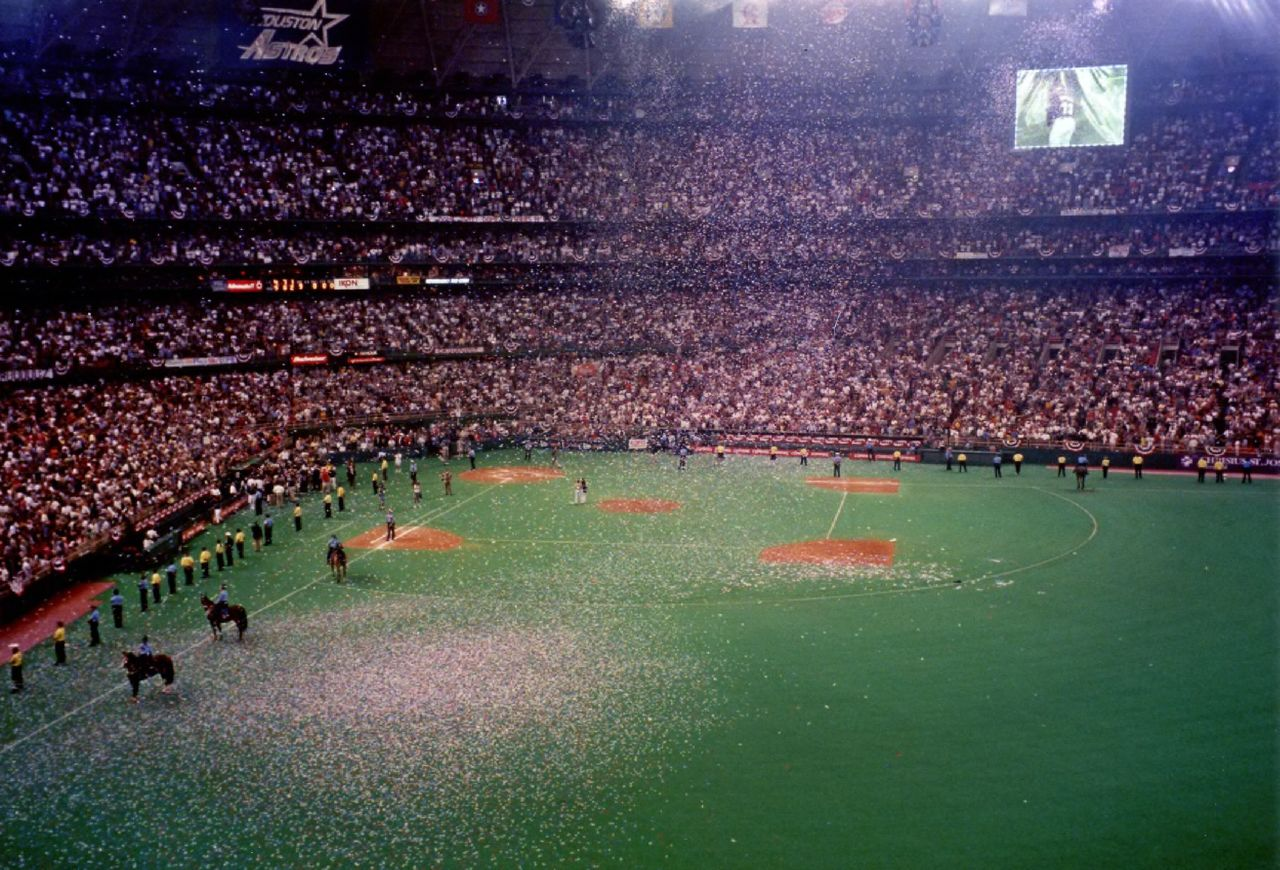
Jogo do Houston Astros no Astrodome em 1999.

Em 1970 Elvis Presley realizou uma série de seis shows no estádio, um marco na época, principalmente em se tratando de artistas solo. O melhor público foi superior a 43 mil pessoas, um número espetacular para a época. Já no ano de 1974 Elvis voltou ao Astrodome e realizou dois shows que encerraram um rodeio, o público estimado ultrapassou a marca de 44 mil espectadores, êxito igualmente formidável como o de quatro anos antes.
Em fevereiro de 1995 Selena realizou um show para divulgação da turnê Amor Prohibido, reunindo cerca de 60.000 fãs no estádio e transmitido pela TV. Este foi o último concerto televisionado da cantora texana antes de ser assassinada um mês depois. 
O estádio foi fechado oficialmente em 2004, e desde então a disputa entre os que querem a preservação do Estádio e os que querem a demolição (prevista para 2009 ou 2010) para a construção de estacionamentos para o complexo esportivo Reliant Park (formado pelo estádios Astrodome e o Reliant Stadium, o ginásio Reliant Arena e o Centro de Convenções Reliant Center).

### Furacão Katrina

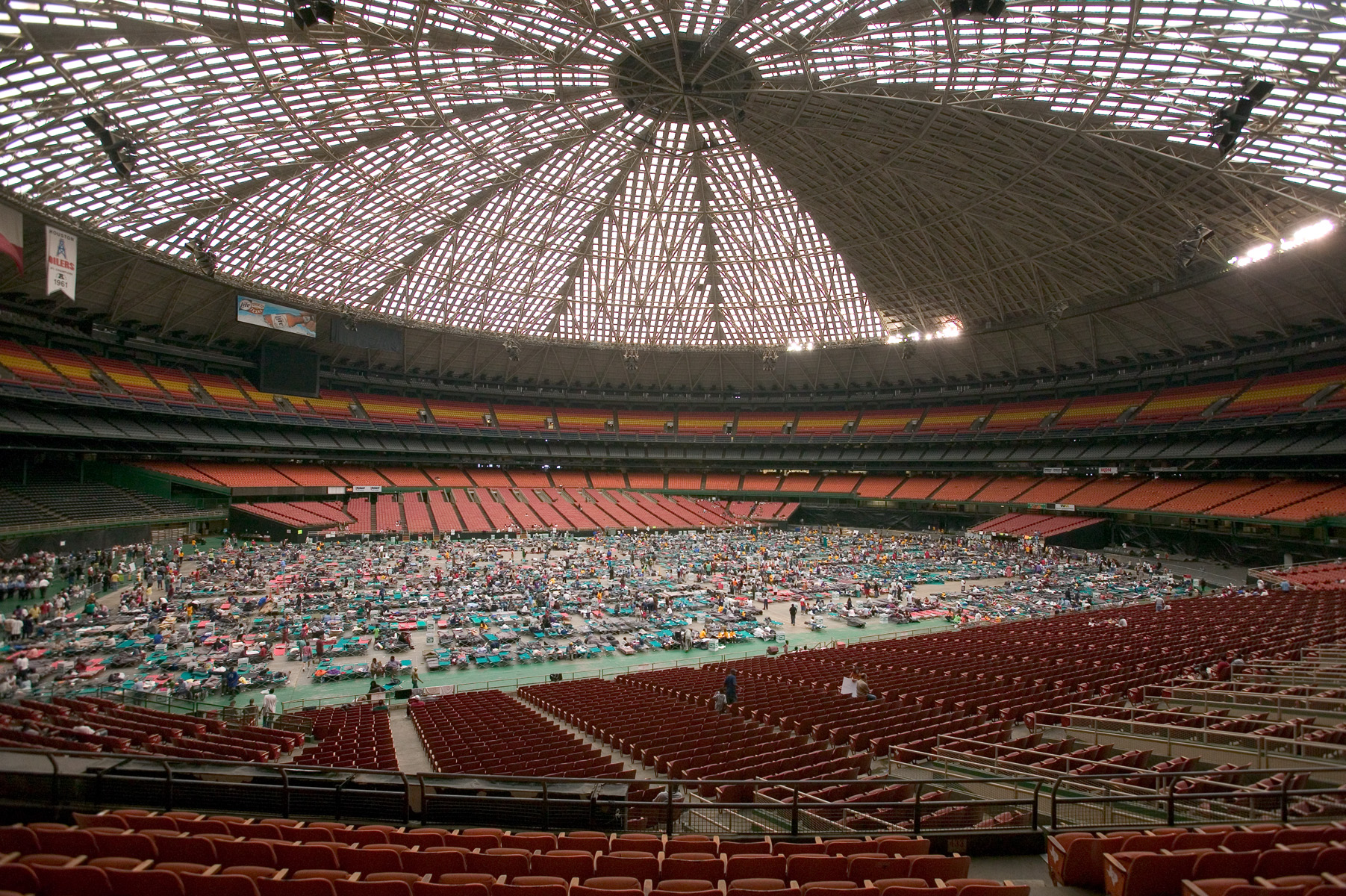
Desabrigados do furacão Katrina no Astrodome em 2005.

No ano de 2005 o Astrodome serviu de abrigo para milhares de pessoas devido aos estragos provocados pelo furacão Katrina.